# مته نیلسن (بازیکن فوتبال)
مته نیلسن (انگلیسی: Mette Nielsen؛ زادهٔ ۱۵ ژوئن ۱۹۶۴) بازیکن فوتبال اهل دانمارک است.
وی همچنین در تیم ملی فوتبال زنان دانمارک بازی کرده‌است.